# Língua gestual sul-africana
A Língua Gestual Sul Africana (no Brasil: Língua de Sinais Sul Africana) é a língua gestual através da qual a comunidade surda na África do Sul se comunica.
Esta língua foi incluída na Constituição Sul-Africana e aceite como língua oficial de instrução e educação dos estudantes surdos. Embora tenha emergido da língua nacional padrão, esta é uma língua totalmente distinta.